# American Power Conversion
APC by Schneider Electric, daw. American Power Conversion Corporation – amerykańskie przedsiębiorstwo z siedzibą w West Kingston, Rhode Island, jeden z czołowych producentów systemów UPS.
Przedsiębiorstwo założyli w 1981 Rodger Dowdell, Neil Rasmussen i Emanual Landsman, inżynierowie pracujący uprzednio w MIT, z zamiarem opracowywania systemów wykorzystujących energię słoneczną, jednak po wyczerpaniu się wykorzystywanych przez przedsiębiorstwo funduszy rządowych APC zmieniło profil działania i od 1984 r. zajmuje się urządzeniami UPS.